# Augusta FitzClarence
Augusta FitzClarence (17 tháng 11 năm 1803 – 8 tháng 12 năm 1865) là một phụ nữ quý tộc người Anh. Augusta là con ngoại hôn của William IV của Liên hiệp Anh và người tình lâu năm Dorothea Jordan. Augusta lớn lên tại Dinh Bushy ở Teddington. Augusta có bốn chị gái và năm anh em trai, tất cả đều mang họ FitzClarence. Ngay sau khi cha của họ trở thành quốc vương, Augusta và các anh chị em được nâng địa vị ngang với con của một hầu tước.